# Komuna e Fushë-Kuqejës
Komuna e Fushë-Kuqejës är en kommun i Albanien.   Den ligger i prefekturen Qarku i Lezhës, i den norra delen av landet, 40 km norr om huvudstaden Tirana.
Trakten runt Komuna e Fushë-Kuqejës består till största delen av jordbruksmark.  Runt Komuna e Fushë-Kuqejës är det ganska tätbefolkat, med 230 invånare per kvadratkilometer.